# One Piece: Baron Omatsuri and the Secret Island
One Piece: Baron Omatsuri and the Secret Island (яп. ONE PIECE THE MOVIE オマツリ男爵と秘密の島, Wan Pīsu Za Mūbī: Omatsuri Danshaku to Himitsu no Shima, укр. One Piece: Барон Омацурі та Таємний острів) — аніме-фільм 2005 року, режисером якого є Мамору Хосода, а продюсером Toei Animation. Це шостий анімаційний фільм серії One Piece, заснований на однойменній манзі, написаній і проілюстрованій Еїчіро Одою. Прем'єра відбулася в Японії 5 березня 2005 року, а випуск на DVD — 21 липня 2005 року.
Цей фільм вважається одним із найтемніших фільмів One Piece завдяки своєму більш серйозному тону та тривожній тематиці. Режисер Мамору Хосода пізніше заснував Studio Chizu і випустив відомі фільми в такому ж стилі.

## Сюжет
Солом'яні капелюхи отримують запрошення на острівний курорт на Гранд Лайні, яким управляє барон Омацурі, і команда вирушає на острів, сповнена наміром розслабитися та повеселитися. Барон вітає їх на курорті і закликає насолоджуватися відпочинком, але тільки після того, як вони пройдуть «Випробування Пекла». Команда вагається, але Луффі приймає виклик. Солом'яні капелюхи (в особі Усоппа) перемагають у першому випробуванні, але обурений барон вимагає, щоб вони взяли участь у ще одному випробуванні. Луффі, Чоппер та Робін залишаються на курорті, в той час як решта команди бере участь у другому випробуванні.
Робін запитує Мучігоро, одного з поплічників барона, про квітку на острові. Мучігоро згадує щось про Лілійську Карнацію, що знаходиться на вершині острова, перед тим як втекти. Луффі та Чоппер відправляються в подорож, зустрічаючи інших піратів, які раніше прибули та брали участь у випробуваннях. Луффі отримує зловісне попередження про те, що барон планує розділити його команду. Чоппер дізнається про минуле барона, але саме перед тим, як розкрити таємницю, його вражає стріла, випущена бароном. Солом'яні капелюхи (у вигляді двох пар: Зоро/Санджі та Намі/Усопп) перемагають у другому випробуванні, але в команді починають з'являтися розбіжності та напруження.
Команда помічає, що Чоппер зник, але барон перериває їх, запросивши на вечерю. Барон помічає, що Робін йде, і вона розкриває йому, що шукає Лілійську Карнацію. Барон розповідає Робін про таємницю квітки, від чого Робін шокована. Солом'яні капелюхи усвідомлюють, що Чоппер, Усопп і Робін зникли. Починаються суперечки щодо того, хто винен у їхніх зникненнях, після чого барон оголошує останнє випробування. Напруга між членами команди призводить до її розколу. Острів виявляється пасткою, де барон підвищує напругу між піратськими екіпажами, перш ніж убити їх, годуючи команду Лілійською Карнацією — квіткою реінкарнації, яка дає життя команді барона. Луффі бореться з бароном після того, як дізнається правду про Лілійську Карнацію, вимагаючи, щоб барон повернув його команду. Після складної та травмуючої битви Луффі вбиває барона одним ударом, рятуючи свою команду від Лілійської Карнації.
Барон плаче за своїми друзями, яких він втратив, і за тим, як він залишився один. Він довгі роки обманював себе, створюючи уявні образи своєї команди, вигадані Лілійською Карнацією. Кожен з його померлих товаришів по команді говорить з ним, кажучи, що їм було приємно бути згаданими, але не в його спотвореній ілюзії. Вони вибачаються за те, що залишили його на самоті на так довго, але вірять, що буде краще, якщо він забуде ту ніч, коли вони загинули, і знайде нових друзів. Луффі, виснажений, лежить на землі, в той час як його команда, здавалося б, неушкоджена і без пам'яті про те, що сталося. Солом'яні капелюхи збираються навколо Луффі, дивуючись, як він може спати в такому місці, а Луффі сміється.

## Сприйняття
Фільм провів шість тижнів у топ-10 японського кінопрокату. Він зайняв третє місце в перший тиждень, четверте місце в другий тиждень, після чого два тижні перебував на шостому місці, п’яте місце в п’ятий тиждень та сьоме місце в шостий тиждень.
Фільм отримав змішані, але переважно позитивні відгуки. Anime News Network похвалив його темніший тон як «освіжаючий, але тривожний», в той час як інші критикували відхід від звичного стилю серії. Згодом його визнали одним з найсміливіших фільмів One Piece, що вплинув на подальші адаптації та здобув культове визнання серед фанатів.